# Косграмбо
Косграмбо — посёлок при одноимённой станции в Ванинском районе Хабаровского края, входит в состав Высокогорненского городского поселения.

## Население
| 2002 | 2010 | 2011 | 2012 | 2021 |
| ---- | ---- | ---- | ---- | ---- |
| 10   | ↘7   | →7   | →7   | ↘1   |